# Liesel Knorr
Elisabeth „Liesel“ Knorr (* 24. Februar 1948 in Köln) ist eine deutsche Ökonomin und Wirtschaftsprüferin. Sie war Präsidentin des Deutschen Rechnungslegungs Standards Committee e.V. (DRSC).

## Leben

### Ausbildung
Knorr studierte von 1966 bis 1971 Betriebswirtschaftslehre an der Universität zu Köln. Das Studium schloss sie mit dem Diplom-Kaufmann ab. 1982 legte sie das Berufsexamen zum Steuerberater und 1984 zum Wirtschaftsprüfer ab.

### Berufliche Laufbahn
1978 begann Knorr als Prüfungsassistentin bei der KPMG Deutsche Treuhand-Gesellschaft in Düsseldorf. Sie arbeitete für KPMG in Düsseldorf, Brüssel und Köln und wurde 1988 zum Partner bestellt. 1990 wurde sie im Auftrag der Europäischen Kommission nach Bulgarien, 1993 nach Vietnam und 1993/1994 nach Russland entsandt.
Von Juli 1994 bis Juni 1999 war sie Technical Director des International Accounting Standards Committee.
1999 wurde sie Geschäftsführerin und später Generalsekretärin des Deutschen Rechnungslegungs Standards Committee e.V. (DRSC). Von Juli 2007 bis November 2011 war sie Präsidentin des Deutschen Standardisierungsrates beim DRSC und, nach der Umstrukturierung des DRSC, ab 1. Dezember 2011 Präsidentin des DRSC. Am 1. März 2015 schied sie aus dem DRSC aus, ihr Nachfolger als DRSC-Präsident wurde Andreas Barckow.

### Weitere Funktionen

#### Funktionen an der Hochschule
Knorr hatte von 2001 bis 2015 einen Lehrauftrag für International Accounting an der Universität Potsdam. Dort wurde ihr 2012 die Ehrendoktorwürde verliehen.

#### Funktionen in Gremien der Rechnungslegung
Knorr war während ihrer Amtszeit beim DRSC zeitweise u. a. Mitglied
- der Technical Expert Group der European Financial Reporting Advisory Group (EFRAG)
- des IFRS Advisory Council (IFRS AC)
- des International Forum of Accounting Standard Setters (IFASS)

2016 wurde sie (satzungsgemäß für maximal drei Jahre) zur Vorsitzenden von IFASS gewählt. Ihre Amtszeit endete im März 2019.